# カーカス
カーカス（CARCASS）は、イングランド出身のエクストリーム・メタルバンド。
ハードコア・パンクにルーツを持つ代表的グループの一つ。一度解散したが、2007年から再始動を果たした。日本では「リヴァプールの残虐王」のキャッチコピーで知られ、度々来日している。

## 概要
初期の音楽性は後のグラインドコア、特にゴアグラインドのシーンで今でも大きな影響力を持ち、またアルバム『ハートワーク』はメロディックデスメタルの先駆けとなった。 ファーストからサードアルバム、再結成後のアルバムの日本盤には、それぞれの曲に奇妙な邦題が付けられていることでも知られる。

## 来歴

### 初期 - イヤーエイク時代 (1985年 - 1992年)

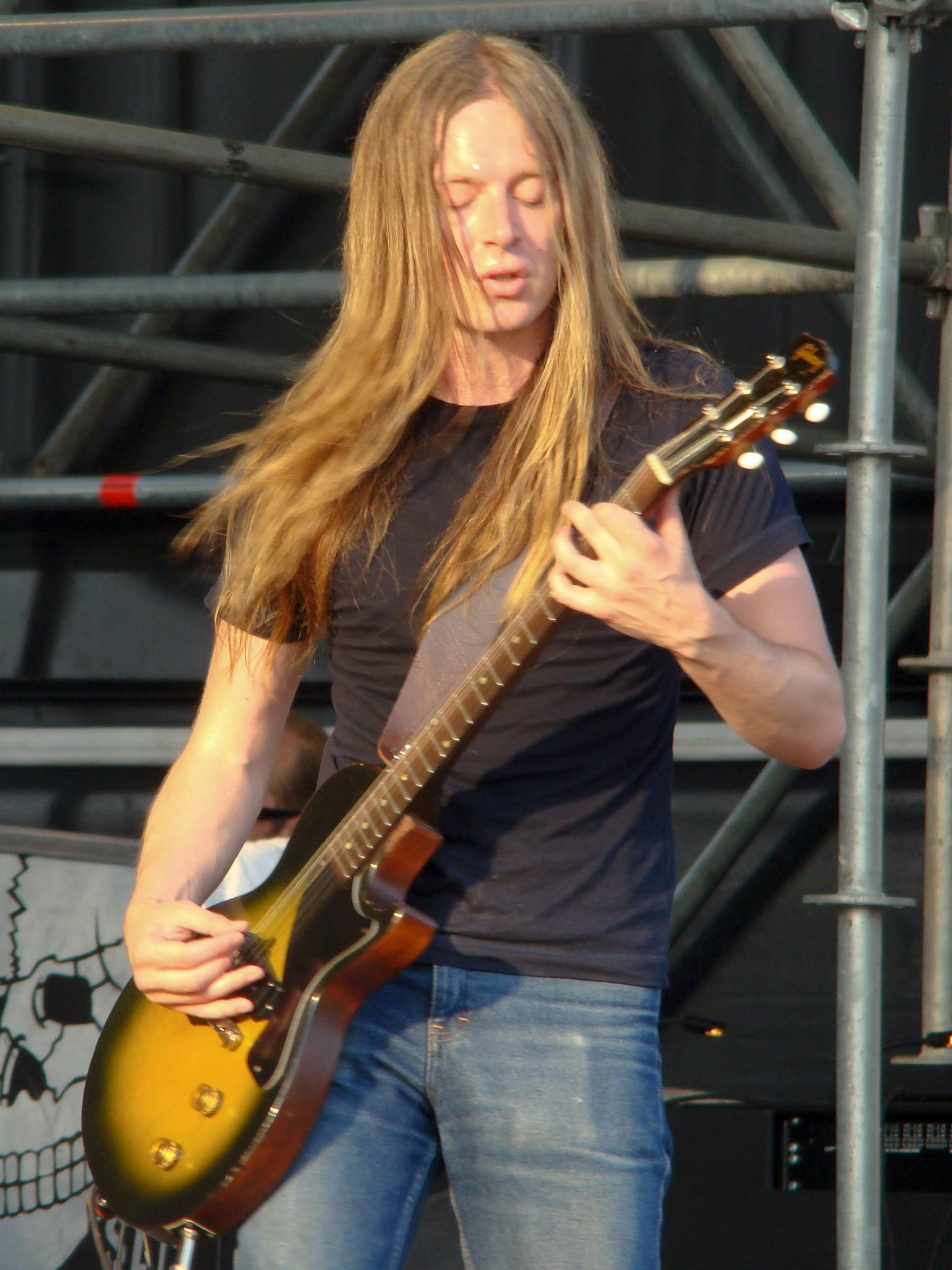
創設者ビル・スティアー(G) 2008年

1985年、リヴァプールで、ミディ（ドラム）、ペク（ボーカル）、ポール（ベース）とビル・スティアー（ギター）の4人によりディスアタック (Disattack') が結成される。当時はディスチャージ に強く影響されたハードコア・パンクをやっていた。その後ディスアタックは解散し、それとは別に結成されたバンドにエレクトロ・ヒッピーズでサポート・ボーカルを務めていたジェフ・ウォーカーがベーシストとして加入、ビルの友達だったケン・オーウェン（別の前身バンドではボーカルだった）がドラムとなる。バンド名をカーカス (Carcass)と改名、音楽性もグラインド・コアに変わる。
1987年に『Flesh Ripping Sonic Torment』と呼ばれるデモを録音し、デモテープをノッティンガムのイヤーエイク・レコードに送り、イヤーエイクと契約を結ぶ。このデモではサンジヴという人物がボーカルを担当している。さらに翌年には2番目のデモ『Simphonies of Sickness』を録音、このデモはセカンドアルバムの元になっている。
1988年、イヤーエイクより1stアルバム『腐乱屍臭』(Reek of Putrefaction)がリリースされる。死体のコラージュを使ったジャケットの為、レコードを置かない店もあったが、イギリスのインディーチャートでは高い成績を得る事ができたらしい。またイギリスBBCラジオの人気番組「ピール・セッション」に出演した。
1989年にはコリン・リチャードソンをプロデューサーに迎えた2ndアルバム『疫魔交響曲』 (Symphonies of Sickness)をリリース、このアルバム以降はトイズファクトリーが日本盤を出すようになる。CD版には2ndアルバム『疫魔交響曲』の内容に加え1stアルバム『腐乱屍臭』の曲の一部が収録されていた（海外でも同仕様）。その後1stアルバム『疫魔交響曲』の初CD化に合わせて1996年に1stアルバムの日本盤が発売され、2ndアルバムはボーナストラックが外され『真・疫魔交響曲』と改題された。2ndアルバムリリース後、モービッド・エンジェル、ナパーム・デス、ボルト・スロワーとのヨーロッパツアー『グラインドクラッシャー・ツアー』も行っている。また「ピール・セッション」への2回目の出演も行った。
以前からライブ時のギターに厚みを持たせるため、二人目のギタリストが必要だと考えていたバンドは、1990年にスウェーデンの「カーネイジ」のギタリストだったマイケル・アモットをセカンド・ギタリストとしてカーカスに加入させた。マイケル・アモットは「ナパーム・デス」のオーディションを受けにイギリスに来た際、ビル・スティアーと知り合い、カーカスとのセッションを行ってもいたが、その時はスウェーデンに帰っている。この頃バンドの音楽性はグラインド・コアからデスメタルに変化しつつあったが、マイケル・アモットの加入により、よりデスメタル色が強くなった。また元々バンドが持っていたブルータルなデスメタルの要素にマイケル・アモットの流麗なギターが加わり、後のメロディック・デスメタルの原型が誕生しつつあった。その年のドイツツアーでは「アトロシティー」の前座を務めている。
再度コリン・リチャードソンをプロデューサーに迎えレコーディングを行い、1991年に3rdアルバム『屍体愛好癖』 (Necroticism - Descanting the Insalubrious)のリリースが行われる。コリン・リチャードソンは5thアルバムまでプロデューサーを務めることになる。アルバムの作成の途中、ケン・オーウェンが刑務所に送られるアクシデントが発生した（罪状は不明）。
1992年、カテドラル、エントゥームド、コンフェッサーとのヨーロッパツアー『ゴッズ・オブ・グラインド・ツアー』を行い、ツアーに合わせてミニアルバム『ツール・オブ・トレード』をリリースした。このツアーの様子は、先のグラインドクラッシャー・ツアーと共に、ビデオ版の『ウェイク・アップ・アンド・スメル・ザ...』で見ることができる。

### メジャーデビュー - 解散 (1993年 - 1995年)
1993年、メジャーレーベルのコロムビア・レコードから4thアルバム『ハートワーク』(Heartwork)がリリースされるが、『ハートワーク』のレコーディング終了後にマイケル・アモットが脱退してしまう。マイケル・アモットは既に1970年代風のハードロックに興味を移していて、『ハートワーク』の方向性にも疑問を持っていたらしい。後にマイケル・アモットはスピリチュアル・ベガーズを結成。その後、プロジェクトとして実弟クリストファーと共にアーチ・エネミーを結成した。アルバムリリースに続くツアーのため、元ヴェノムのマイク・ヒッキーがセッションギタリストとしてカーカスに迎えられる。この年のヨーロッパツアーに先立って、「ボディカウント」のイギリスツアーの前座も務めている。
1994年、マイク・ヒッキーに代わって、カルロ・レガダス（元デヴォイド）がカーカスに正式に加入する。この年に初来日公演。カーカスは北米での『ハートワーク』の発売元である「コロムビア・レコード」とアルバムのリリース契約を結び、レコーディングを行ったが完成後コロムビアに拒否され再度レコーディングする羽目になる。この辺りからレーベルとバンドの間の仲がギクシャクするようになり、いつまでもニューアルバムをリリースしようとしないレーベルに業を煮やしたビル・スティアーが、1995年の終わりにカーカスから脱退してしまう。
ビルの脱退により活動を続けられなくなったカーカスは、コロムビア・レコードとの契約を破棄され全米においての配給元を失う。古巣のイヤーエイク・レコードから欧州圏のみで、5thアルバム『スワン・ソング』をリリースした後に解散する（ちなみに、「スワン・ソング」という言葉は、欧米では一般に「遺作」を意味する言葉であり、このアルバムは解散を前提として制作された物だと考えられる）。残ったカーカスのメンバーは、元々カーカスのローディを務めていた、元カテドラルのマーク・グリフィスをギタリストに入れ、「ブラックスター」の名前で活動を再開し、1997年にアルバム『ブラックスター』をリリースしたが、まもなく活動停止してしまう。一方脱退したビル・スティアーはファイアバードを結成し活動を続けた。
1996年、コンピレーションに収録曲や、未リリース曲などを収録した『ウェイク・アップ・アンド・スメル・ザ...』をイヤーエイク・レコードよりリリース。また2004年には、イヤーエイク・レコードのカタログ上で長い間アナウンスされていたが一向にリリースされる様子の無かったベストアルバム『Choice Cuts』がようやくリリースされた。

### 再始動以降 (2007年 - 現在)

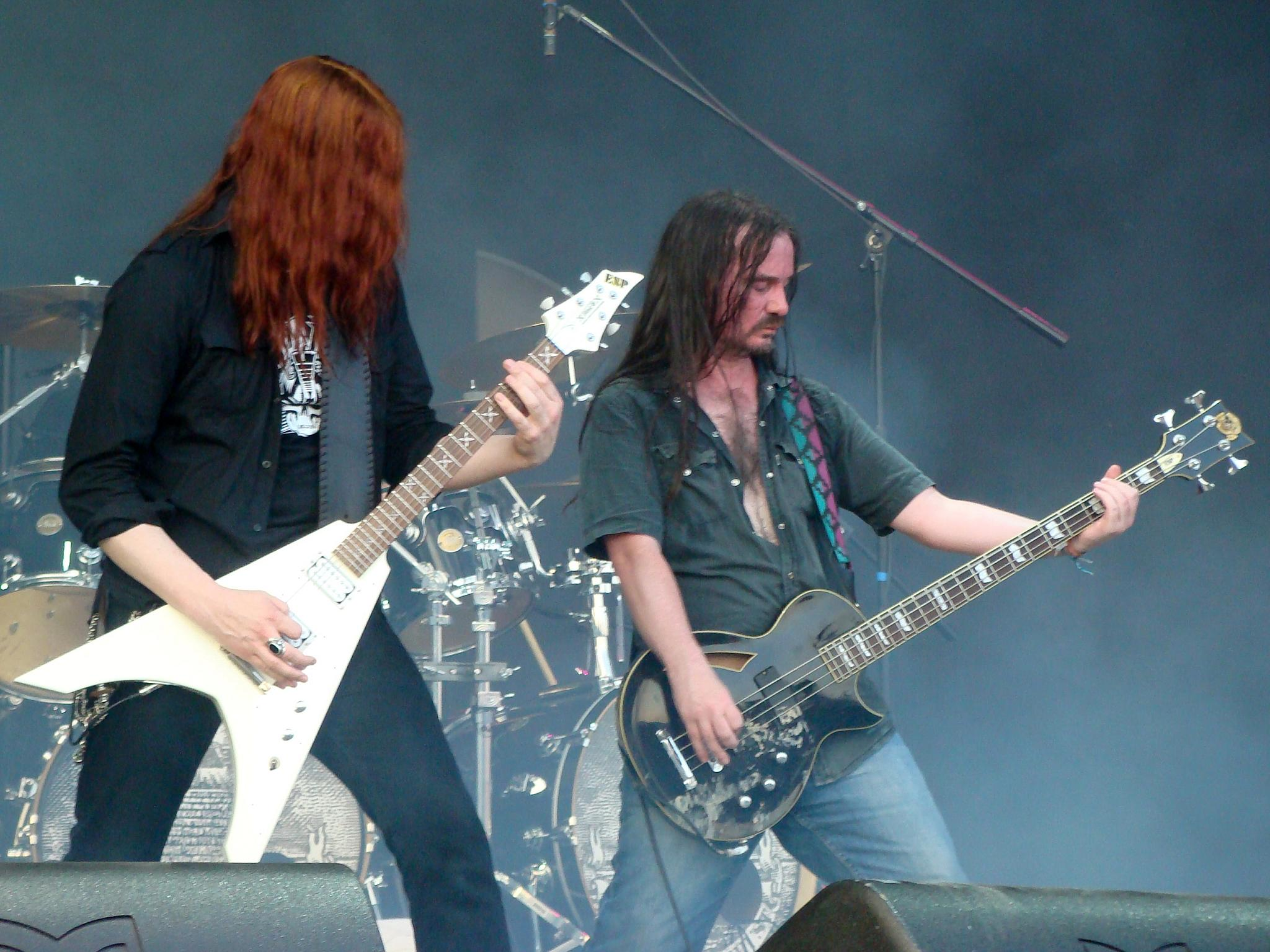
マイケル・アモット(左) 在籍時代 (2008年)

2007年秋、12年ぶりの再始動を発表。ジェフ・ウォーカー、マイケル・アモット、ビル・スティアーに加え、ドラムにアーチ・エネミーのダニエル・アーランドソンを迎えた編成となり、2008年夏にドイツで開催されたヴァッケン・オープン・エアに出演。なお、健康上の問題（99年に患った脳内出血の後遺症）によりメンバーとして加わることができなかったケン・オーウェンもステージ上で紹介された。
2008年10月に『Loud Park'08』への出演及び、大阪・名古屋で単独公演が14年ぶりに行われた。
2012年に、マイケル・アモットとダニエル・アーランドソンが「アーチ・エネミー」での活動に専念するため脱退。ドラムスにダニエル・ワイルディングが加入した。
2013年9月に新録アルバムとしては17年ぶりとなるアルバム『サージカル・スティール』を「ニュークリア・ブラスト」からリリースした（このアルバムは、当初プロデューサーとして起用されたコリン・リチャードソンが製作途中で突然降板したため遅れていた）。また、レコーディング後にギタリストのベン・アッシュが加入している。
同年10月の『LOUD PARK 13』で来日。
2014年に単独来日公演を開催。
2015年にも『LOUD PARK 15』にて連続して来日している。
2018年3月、ベン・アッシュの脱退とトム・ドレーパー (G)の加入が発表された。
2020年10月、「DESPICABLE / ディスピカブル 鬼メスの刃（やいば)」をリリース。
2021年6月、「トーン・アーテリーズ」をリリース。
2023年3月、『LOUD PARK 23』で8年ぶりに来日。
2024年4月、10年振りの単独来日公演。

## 音楽性
カーカスの音楽性はアルバムごとに異なる。1st、2ndアルバムはデスメタル寄りのグラインドコアのジャンルに属する。ジャケットには死体写真のコラージュが使われ、歌詞でも一貫してグロテスクであり、非人道的なテーマが歌われている。歌詞の中に頻繁に医学用語が使用されているのも特徴的で、死体写真や医学用語は医学生用の教科書から取って来られたものである。歌詞はボーカルのジェフ・ウォーカーが書いている事が多いが、初期の曲には他のメンバーが書いているものもある。このスタイルは後にさまざまなバンドに受け継がれ、今ではゴアグラインドという名前のジャンルが形成されている。
彼らの曲の多くは、ギターを中心に据えて作られている。ギターリフはハードコアよりも、スラッシュメタルやデスメタルに近い複雑なものが多く、ギターソロもほとんどの曲に入っている。ボーカルは、ジェフ、ビル・スティアーの二人が担当。ジェフはピッチシフターを使った非常に低い声と、それよりいくらか音の高い声の2つを使い分けており、基本的に一曲のうち両者のどちらかがメインボーカルを取っている。ドラマーのケン・オーウェンは複雑なドラムビートを叩くことが多いが、テクニックについての高い評価はあまり聞かれず、ライブでのミスも目立つようである。
バーミンガムのスタジオで4日間で録音された1stアルバムはプロダクションが悪く、当時のメンバーはその出来に満足していなかった。これはサウンドエンジニアの責任によるところが多く、特にドラムトラックが酷い状態だったと言われている。ただし、この音質が逆に評価されることもあり、フォロアーの中には音の雰囲気をまねているバンドもある。この時点ではカーカスの音楽スタイルは完全に確立されておらず、演奏時間の短い曲が多く、グラインド色がかなり強いものであった。コリン・リチャードソンをプロデューサーに迎えた2ndアルバムでは、まだ音が篭っているもののプロダクションがかなり改善され、演奏時間が長い曲が増えた。このアルバム以降ケンがツー・バスを楽曲に取り入れ始め、曲展開の複雑さも増した。ただし、前作よりミドルパートの量が増え、デスメタル色が強くなっている。
3rdアルバムからはギタリストが二人に増え、音楽性により顕著な変化が現れはじめる。ギターリフ、ギターソロが前作以前に比べ更にメロディアスになったことの他、クリアなサウンドプロダクション、ブラストビート・ビルのボーカルパートの減少が主な変化として挙げられる。この時点でグラインドコア色は完全になくなり、以降のカーカスの音楽はデスメタル（メロディックデスメタル）に括られる。
4thアルバム『ハートワーク』ではカーカスはさらに伝統的なヘヴィメタルへの接近を見せ、ギターリフもよりメロディアスなものが増えている。歌詞のテーマもそれまでのものから改め、ボーカルも専らジェフだけが担当するようになる。このアルバムにより、カーカスは商業的に成功を収め（UKアルバムチャートで54位）、日本でもオリコンの一般チャートに登場するなど、高いセールスを挙げた。一方、ファンの中には、カーカスの音楽性が徐々に普遍的になっていくことに不満を覚える人もいた。解散前に発表された5thアルバム『スワンソング』ではデスメタル・スラッシュメタル色も薄れ、デスボイスを使用した、オーソドックスなハードロック / ヘヴィメタルになっている。

## 備考
- バンド名のロゴはジェフ・ウォーカーのデザインによるものである。
- 日本盤は前述の通りトイズファクトリーから出ており、全作品廃盤となっていたが、2008年に全作品が再発された。2004年には3rdから5thまでデジタルリマスタリングを施したエンハンスドCD仕様（ボーナスとしてPVが観られる）で再発されている。
- メンバーの多く、少なくとも『屍体愛好癖』、『ハートワーク』録音時のメンバーは、全員がヴェジタリアンだった。
- ビョークの「Isobel」とキリング・ジョークの「Democracy」に、カーカス名義のリミックスがある。

## メンバー

### 現ラインナップ
- ジェフ・ウォーカー (Jeff Walker) - ボーカル/ベース、歌詞 (1987年-1996年、2007年- )
- ビル・スティアー (Bill Steer) - リードギター/ボーカル (1985年-1995年、2007年- )
ナパーム・デス (1987年-1989年)、ファイヤーバード (1999年-2011年)を経て2009年からGentlemans Pistolsのメンバーでもある。Angel Witchのメンバーとして、2012年に来日[11]。
- トム・ドレーパー (Tom Draper) - ギター (2018年-)
- ダニエル・ワイルディング (Daniel Wilding) - ドラムス (2012年- )

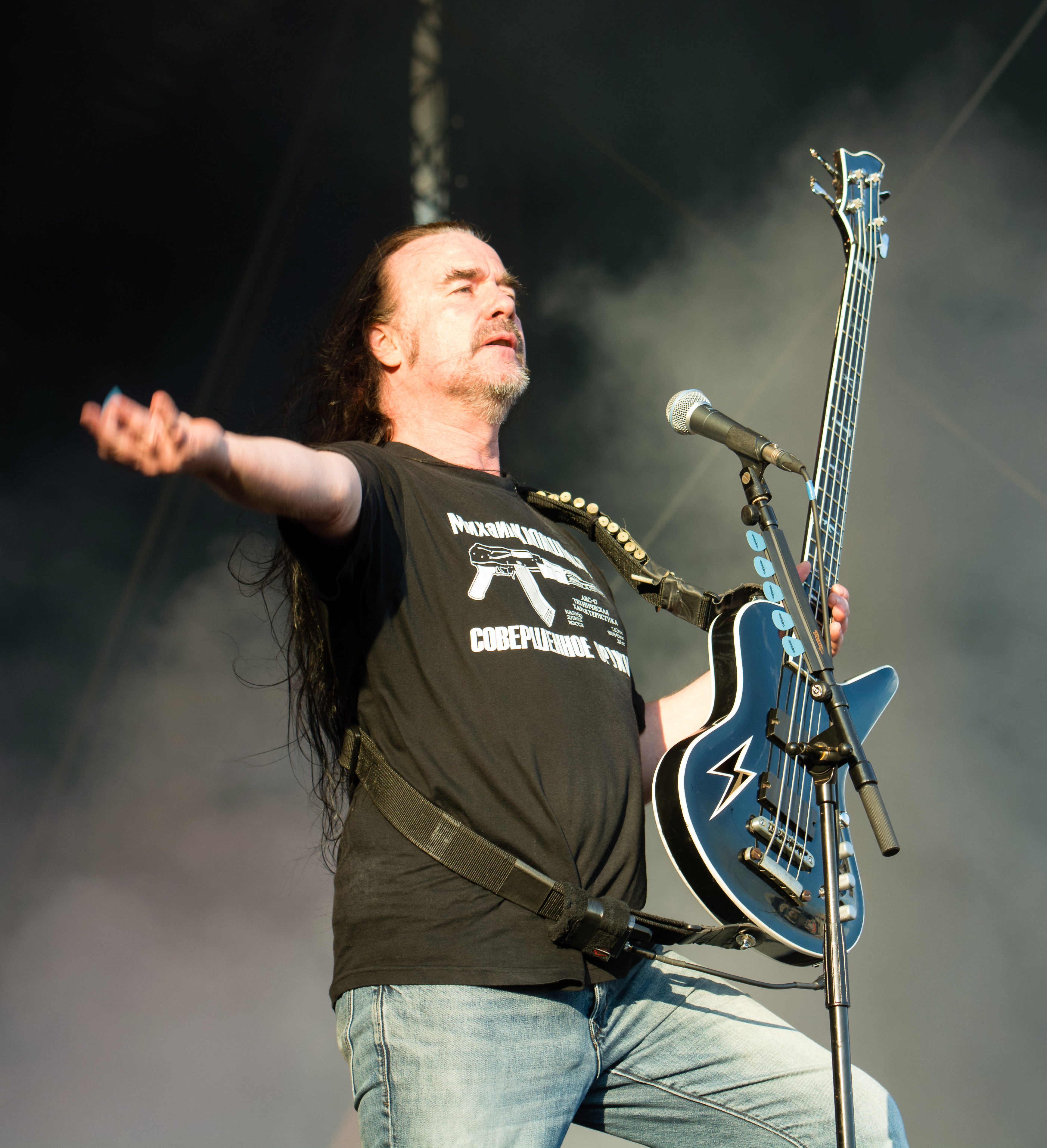
ジェフ・ウォーカー(Vo/B) 2016年
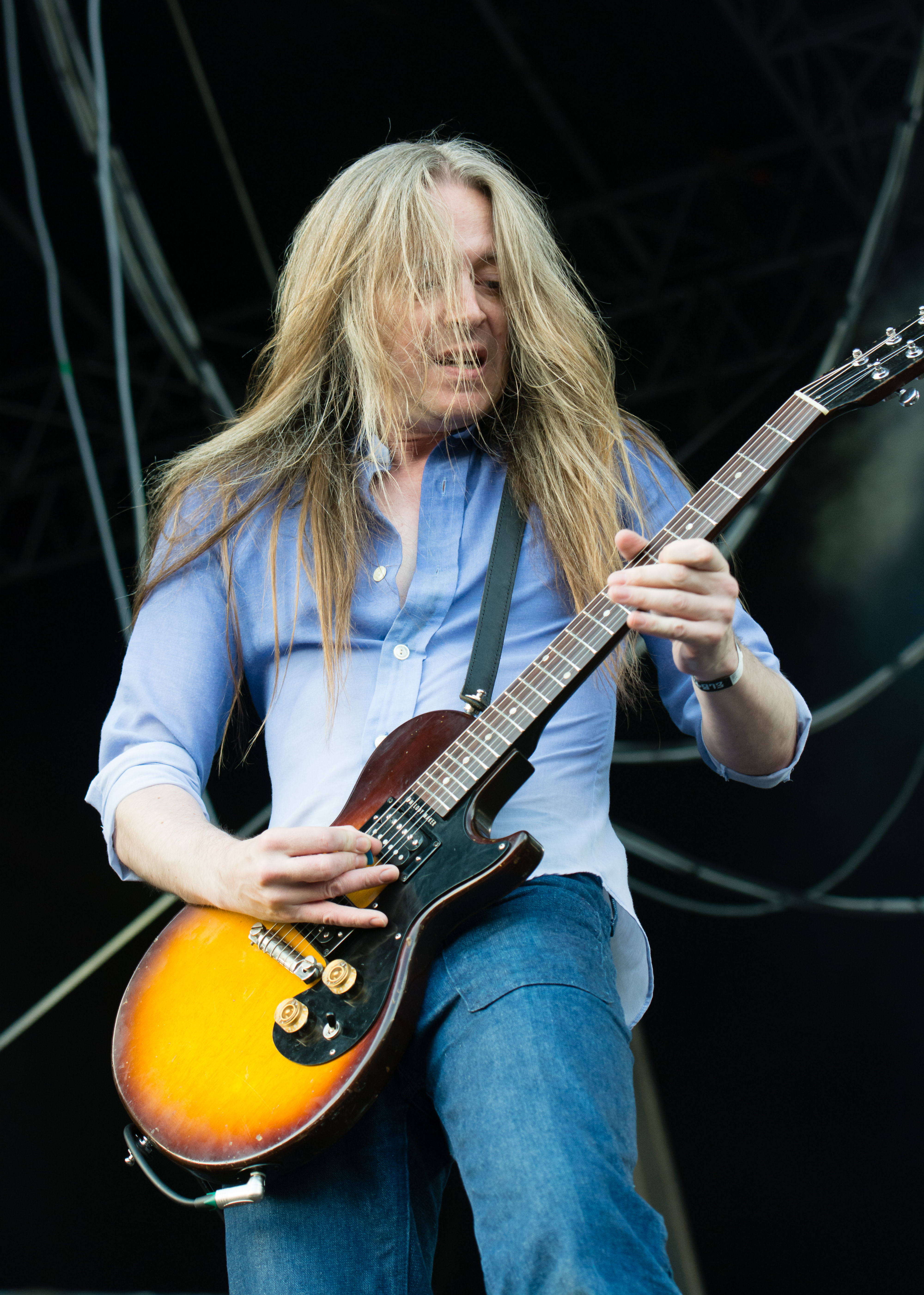
ビル・スティアー(G/Vo) 2016年
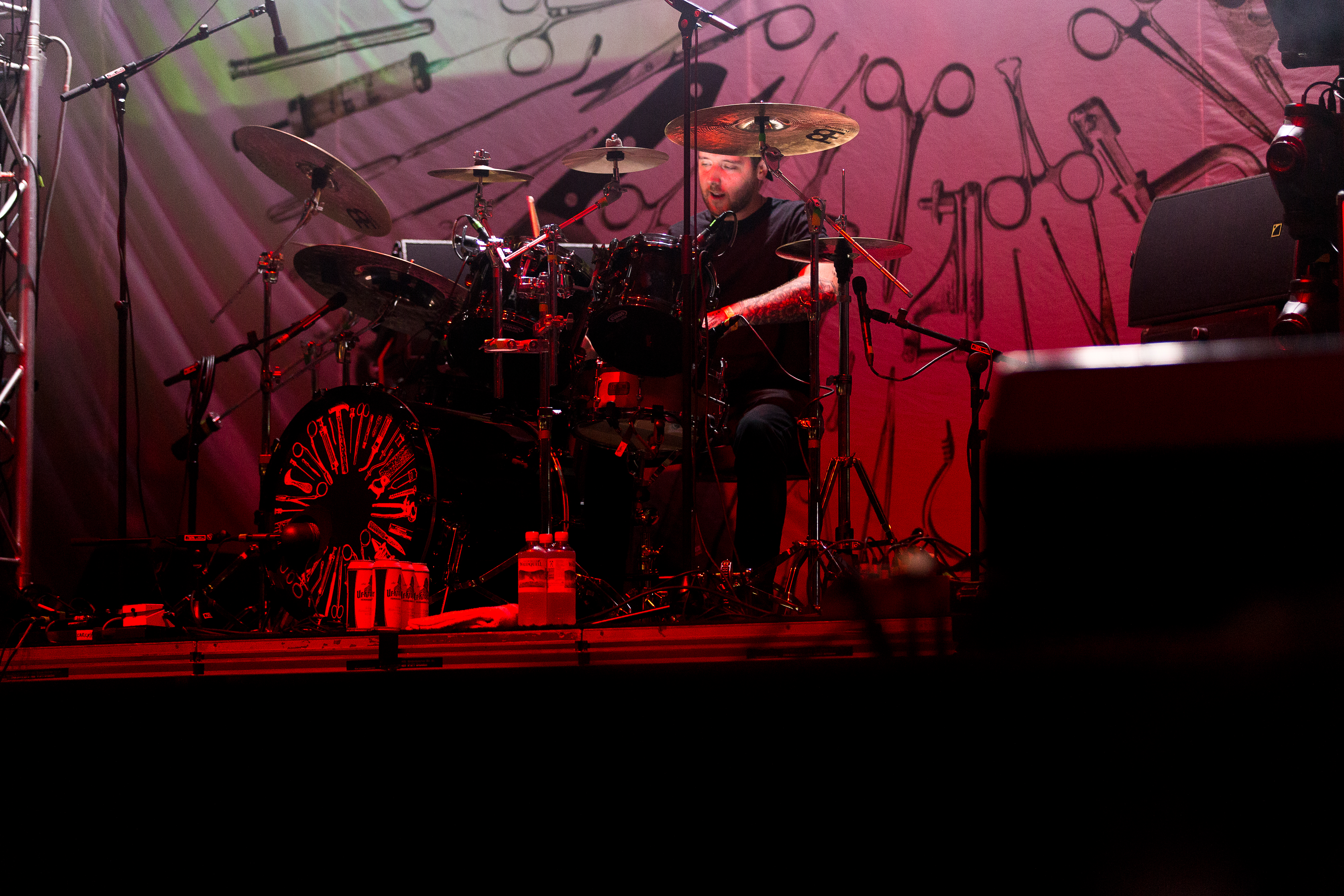
ダニエル・ワイルディング(Ds) 2016年

### 旧メンバー

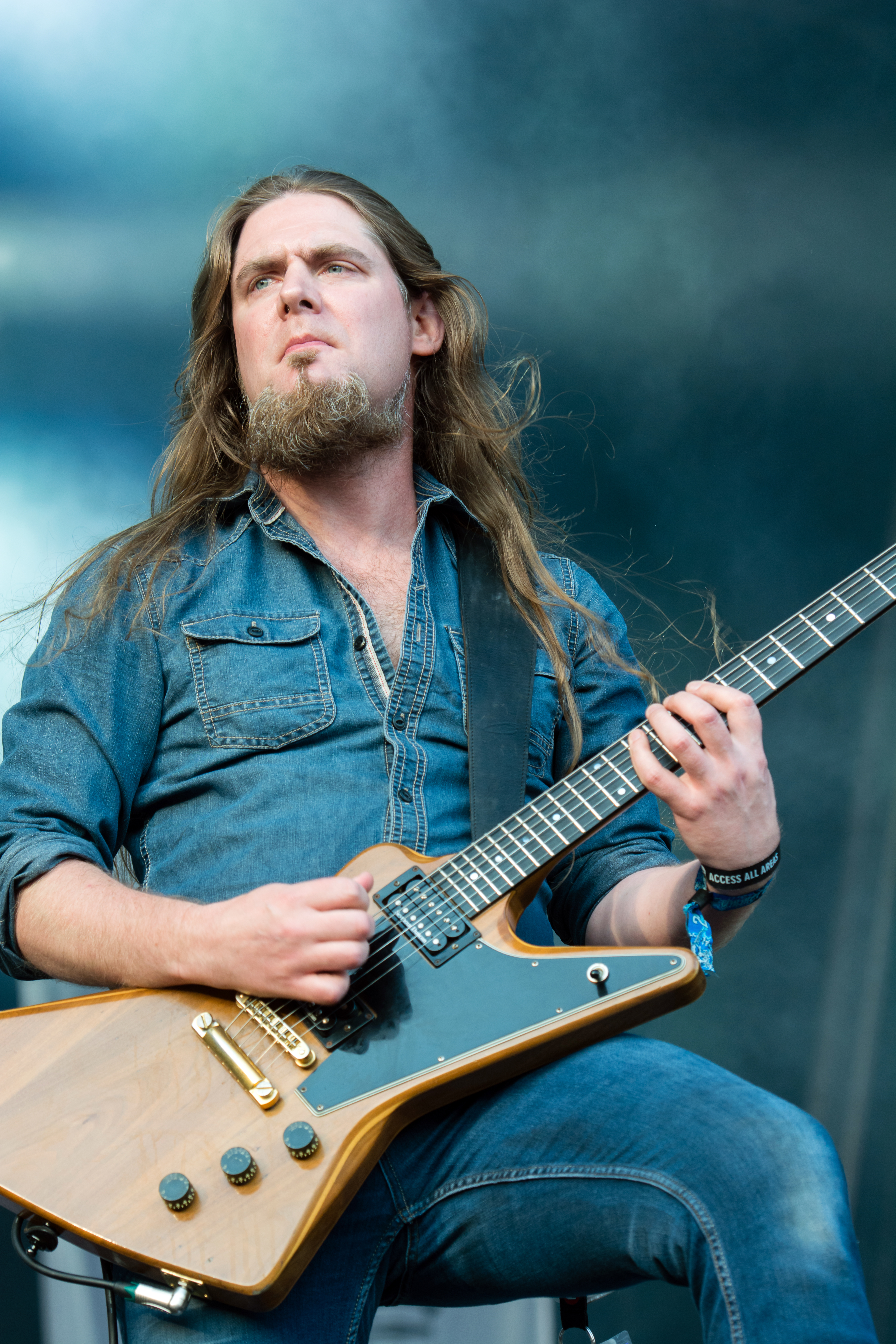
ベン・アッシュ(G) 2016年

- サンジヴ (Sanjiv) - ボーカル (1986年–1987年)
- マイケル・アモット (Michael Amott) - ギター (1990年-1993年、2007年-2012年)
- カルロ・レガダス (Carlo Regadas) - ギター (1994年-1995年)
- ベン・アッシュ (Ben Ash) - ギター (2013年-2018年)
- ケン・オーウェン (Ken Owen) - ドラム (1985年-1995年)
1999年に患った脳内出血の後遺症から最早プロフェッショナルなレベルでドラムを演奏する事は出来ないが、現在でもコンピュータ上で作曲を行っている。再結成後、いくつかのフェスティバルにはバンドと同行し、ステージ上で短いドラム演奏を披露した。バンドのDVDの特典インタヴューやプロモーションヴィデオ("Unfit For Human Consumption")にも登場し、現在でも準メンバー的な関わりを持ち続けている。
- ダニエル・アーランドソン (Daniel Erlandsson) - ドラム (2007年-2012年)

## ディスコグラフィ

### スタジオ・アルバム
- 『腐乱屍臭』 - Reek of Putrefaction (1988年)
- 『真・疫魔交響曲』 - Symphonies of Sickness (1989年)
- 『屍体愛好癖』 - Necroticism - Descanting the Insalubrious (1991年)
- 『ハートワーク』 - Heartwork (1993年)
- 『スワン・ソング』 - Swansong (1996年)
- 『サージカル・スティール』 - Surgical Steel (2013年)
- 『トーン・アーテリーズ』 - Torn Arteries (2021年)

### EP
- Tools of the Trade (1992年)
- 『臓器移植』 - Heartwork EP (1993年) ※日本盤には『Tools of the Trade』の内容を含む。
- DESPICABLE / ディスピカブル 鬼メスの刃（やいば)(2020年）

### ライブ・アルバム
- The Peel Sessions (1989年)

### コンピレーション・アルバム
- Wake Up and Smell the... CARCASS (1996年) ※未発表・希少音源集
- 『解体全書』 - Best of Carcass (1998年) ※日本のみで発売されたベスト
- Choice Cuts (2004年)

### 参加コンピレーション・アルバム
- V.A. / パソロジカル・コンピレーション - Pathological Compilation (1989年)
- V.A. / グラインドクラッシャー - Grindcrusher (1989年)
- V.A. / ゴッズ・オブ・グラインド - Gods of Grind (1992年)
- V.A. / 耳栓：イヤープラグド - Earplugged (1994年)
- V.A. / 耳栓：イヤープラグド2 - Earplugged 2 (1995年)

### デモ
- Disattack / A Bomb Drops... (1986年) ※カーカスの前身のディスアタック名義
- Flesh Ripping Sonic Torment (1987年)
- Symphonies of Sickness (1988年)

### ビデオ
- 『ウェイク・アップ・アンド・スメル・ザ…カーカス』 - Wake Up and Smell the... CARCASS (1996年) ※「Grindcrusher Tour」と「Gods of Grind Tour」の2本のライブと、PV集

### トリビュート・アルバム
- V.A. / Requiems of Revulsion (2001年) ※ナザム、イグジュームドなどが参加

## 日本公演
- 1994年
- 2008年 LOUD PARK 08
- 2013年 LOUD PARK 13
- 2014年 5月
- 2015年 LOUD PARK 15
- 2023年 LOUD PARK 23
- 2024年 4月